# Red Wednesday

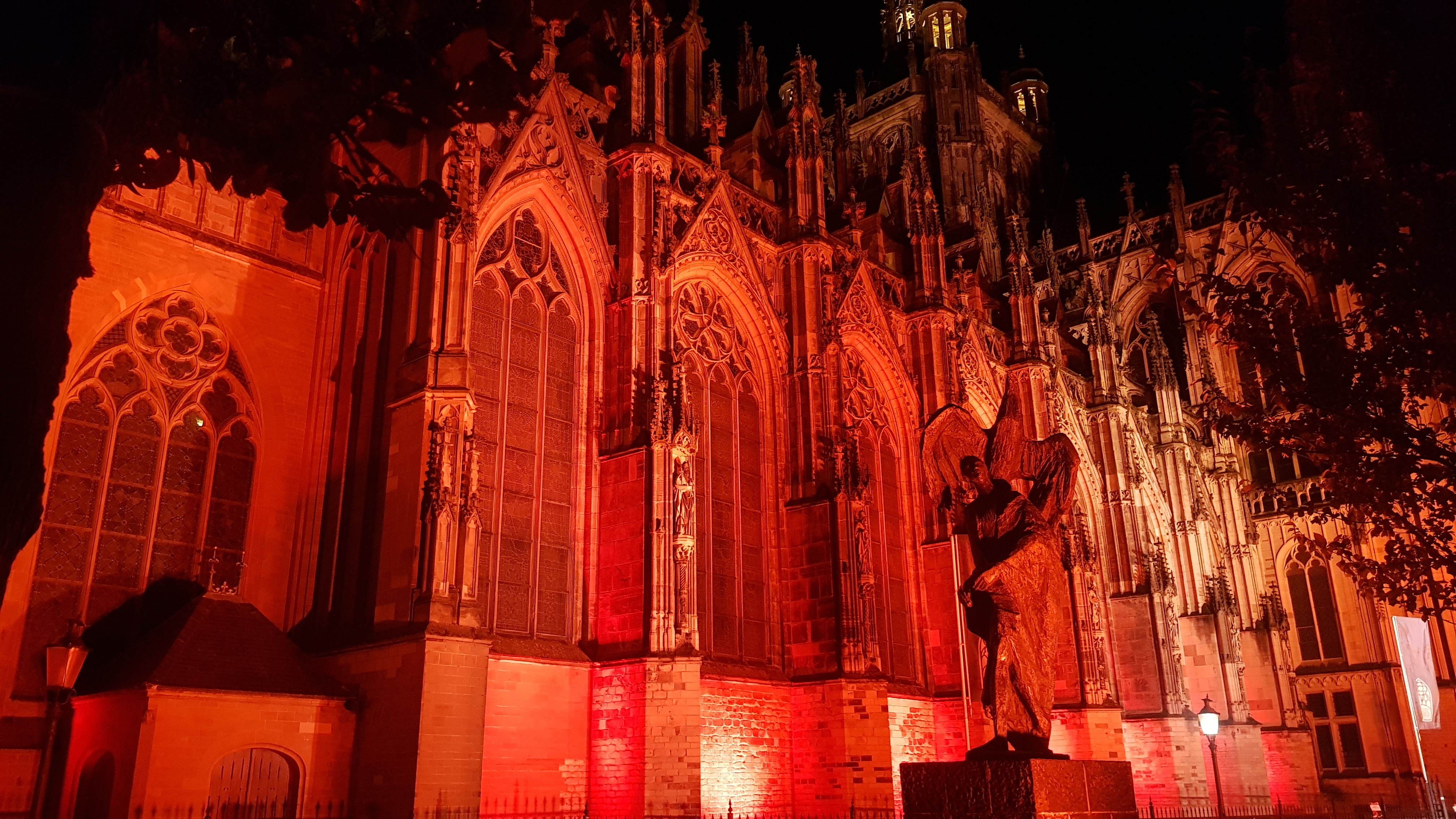
Sint-Janskathedraal ('s-Hertogenbosch), 23 november 2022

Red Wednesday is een jaarlijkse internationale kerkelijke actie, waarbij kerkgebouwen een avond in november in het rood worden aangelicht of van binnenuit rood worden verlicht.
Met deze actie vraagt de hulporganisatie en initiatiefnemer Kerk in Nood aandacht en bewustwording voor christenvervolgingen en godsdienstvrijheid wereldwijd. De eerste Red Wednesday was in het Verenigd Koninkrijk in 2016; de actiedag wordt sinds 2018 in Nederland gehouden.
Het aantal kerken in Nederland dat meedoet aan Red Wednesday stijgt jaarlijks. In 2023 deden 164 kerken mee, van Texel tot Maastricht, door het kerkgebouw of de toren rood aan te lichten, lezingen, gebedsvieringen of de mogelijkheid om een kaarsje op te steken te organiseren.
De woensdagavond dat de gebouwen verlicht worden, is de vierde woensdag in november, de woensdag voor Black Friday. Kerk in Nood vraagt op Red Wednesday in de even jaren aandacht voor haar rapport over christenvervolging en in de oneven jaren voor haar rapport over godsdienstvrijheid wereldwijd. Dit rapport is het enige over alle 196 landen wereldwijd en alle grote godsdiensten dat niet door een gouvernementele instelling wordt gepubliceerd.
In 2025 is Red Wednesday op 19 november 2025. 